# Alcorà Amiri
L'Alcorà Amiri o Edició Amiri (en àrab: al-muṣḥaf al-ʾAmiri), Edició del Caire o Alcorà del Rei Fuad I (en àrab: مصحف الملك فؤاد, muṣhaf al-Malik Fuʾād), és una edició clàssica de l'Alcorà, impresa per la Impremta Bulak del districte de Bulak del Caire el 10 de juliol del 1924. És la primera impressió amb tipus de lletra del sagrat llibre musulmà que fou reconeguda per una autoritat musulmana, la Mesquita d'al-Azhar, i per això també es coneix com l'Alcorà d'Azhar.
La fabricació d'aquest llibre va costar 17 anys, del 1907 al 1924, feta possible amb el suport de Fuad I d'Egipte i la supervisió dels erudits de la Mesquita d'al-Azhar. És una fita en la història tipogràfica àrab, i tant a Egipte com en altres estats àrabs es va considerar la versió «oficial» de l'Alcorà. L'edició Amiri tingué rèpliques posteriors. Cadascuna de les edicions de l'Alcorà s'anomena muṣḥaf en àrab, i l'edició del Caire és  مصحف القاهرة ,muṣḥaf al-Qāhirah. També es coneix com a Edició egípcia (المصحف المصري) o Edició de la Biblioteca Nacional (مصحف دار الكتب).

## Art

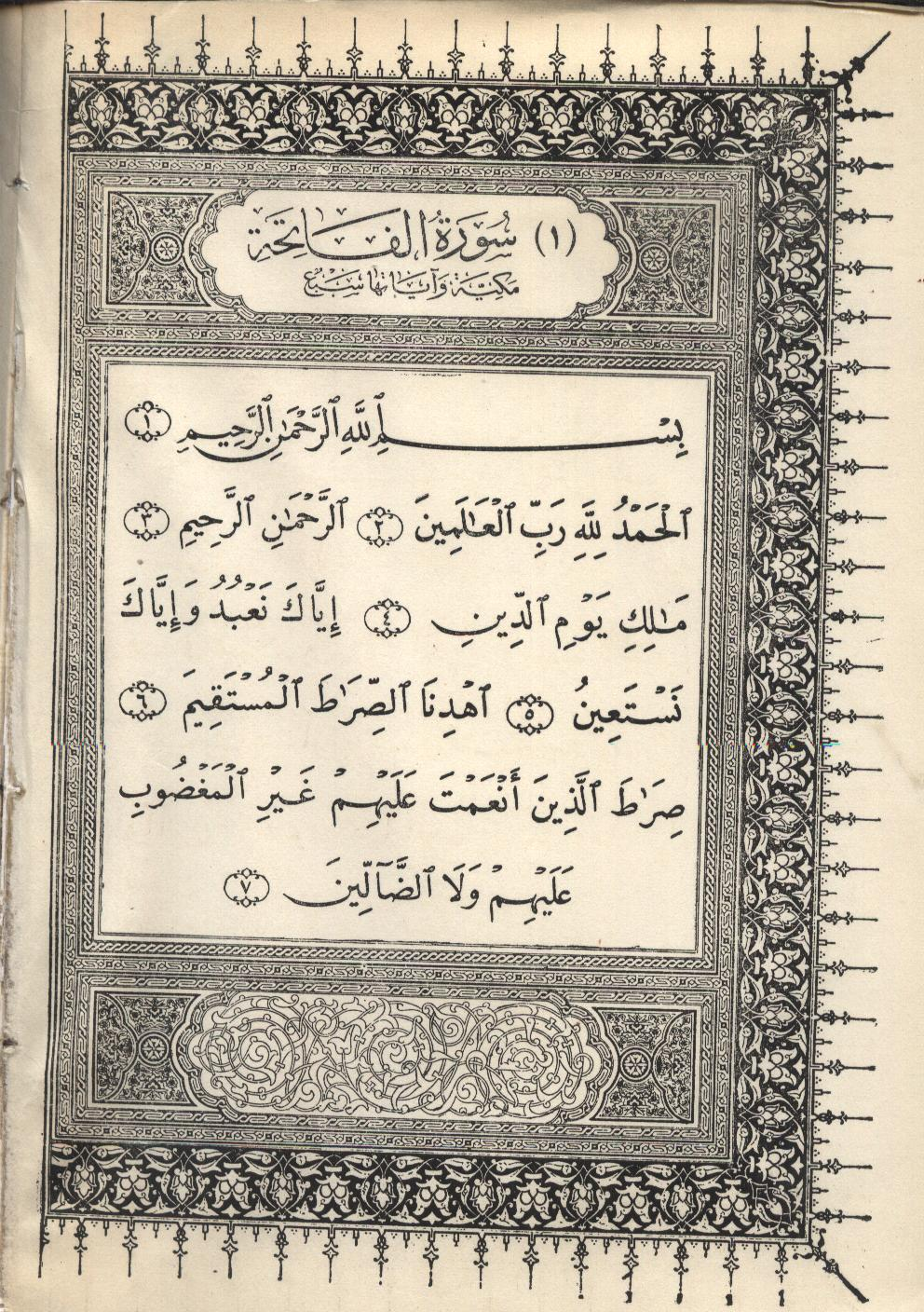
Sura 1, al-Fàtiha
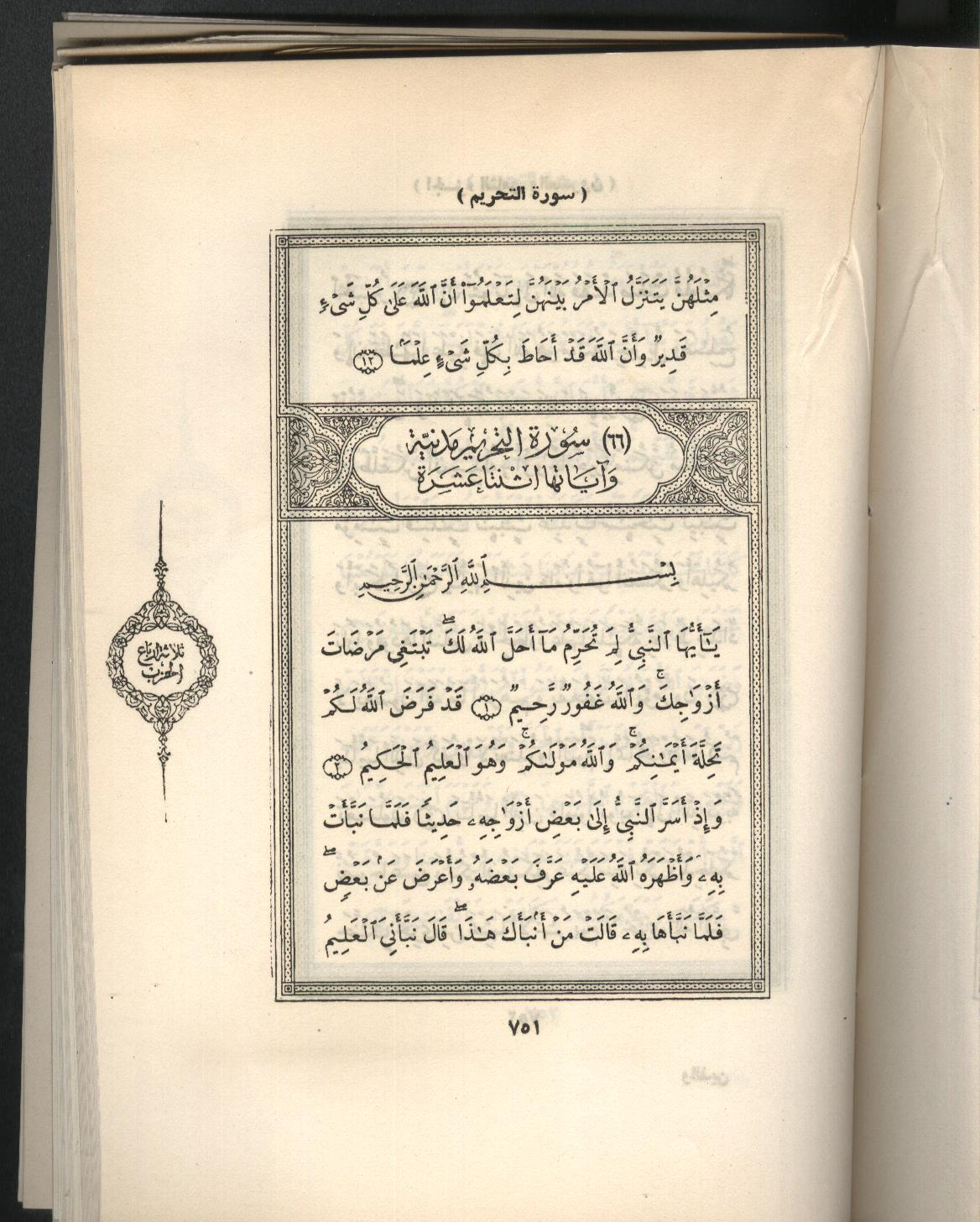
Sura 66, Attarimma

## Història
Un comité de professors de la Universitat d'al-Azhar havia començat a treballar en el projecte el 1907, però no fou fins al 10 de juliol del 1924 quan es va publicar l'Alcorà Amiri per primera vegada per Amiri Press sota el patrocini de Fuad I d'Egipte. A voltes se la coneix com l'«Edició Reial» (amīriyya). L'objectiu del govern del Regne d'Egipte de llavors no era pas no legitimar els altres qira'ah, sinó eliminar el que el colofó etiquetava com a errors, que es troba en els textos alcorànics emprats en les escoles públiques. Per a fer-ho, preservaren una de les catorze «lectures» del qirāʼah, la de Hafs (m. 180/796), estudiant d'Asim. Després de la publicació, l'Alcorà Amiri fou un rotund èxit i esdevingué el «text oficial de l'Alcorà», popular entre sunnites i xiïtes, i molts opinen que la versió del Caire del 1924 és una «lectura única i inequívoca de l'Alcorà». S'hi van fer esmenes menors més tard, el 1924 i 1936: l'«Edició Faruk», en honor al llavors governant, Faruk I d'Egipte.
Les raons donades per a la popularitat de Hafs i Asim són moltes: és fàcil de recitar o simplement que «Déu els ha triat». Ingrid Mattson atribueix a les edicions produïdes a la impremta l'augment de la disponibilitat de l'Alcorà escrit, perquè en permet una producció massiva, i això, d'altra banda, comporta una pèrdua en la quantitat o diversitat de qirāʼah. Aquest text escrit ha esdevingut canònic i la recitació oral ha perdut gran part de la seua anterior igualtat.
El desacord musulmà sobre si incloure la bàsmala en el text alcorànic arribà a un consens després de l'edició del 1924, que la hi va incloure com el primer vers (āleia) del capítol 1 de l'Alcorà (Al-Fàtiha), però la va incloure com una línia de text sense numerar que precedia els 112 capítols rellevants. L'edició del Caire adoptà la tradició kufana de separar i numerar els versos i, per tant, estandarditzà una numeració de versos diferent a l'edició del 1834 de Flügel. Va adoptar l'ordre cronològic dels capítols atribuïts a Abd-Al-lah ibn Abbās, que fou àmpliament acceptat després del 1924. Una gran quantitat d'exemplars de l'Alcorà anteriors al 1924 foren destruïts llançant-los al Nil.
Els membres destacats del comité incloïen l'erudit islàmic Muhammad b. 'Ali al-Husayni al-Haddad, principal lector de l'Alcorà d'Egipte (Shaykh al-Maqari). A més a més de Bergsträsser, Jeffery i altres acadèmics o erudits occidentals que treballaren a Egipte llavors. Deixant de banda les diferències metodològiques, l'especulació al·ludeix a un esperit de cooperació. Bergsträsser restà impressionat amb el treball.